# Marek Wałkuski
Marek Janusz Wałkuski (ur. w 1967 w Łomży) – polski dziennikarz radiowy, reportażysta, wykładowca akademicki, wieloletni stały korespondent Polskiego Radia w USA.

## Kariera zawodowa

### W Polsce
W latach 1991–2002 związany z radiową „Trójką”.
Pracę w radiu rozpoczął pod koniec lat 80. w studenckim Radiu DESA na Uniwersytecie Warszawskim. W 1991 rozpoczął pracę w radiowej Trójce. Był reporterem, wydawcą oraz prowadzącym audycje informacyjne i publicystyczne.
Zajmował się polityką, gospodarką, sprawami społecznymi następnie tematyką zagraniczną. Relacjonował pierwsze demokratyczne wybory w RPA oraz wojnę w Słowenii. W latach 1998–2001 był gospodarzem porannego wydania popularnej audycji „Zapraszamy do Trójki”. 
Przed wyjazdem do USA był wykładowcą Collegium Civitas w Warszawie, prowadząc „Warsztat radiowy”.

### W Stanach Zjednoczonych
Od 2002 stały amerykański korespondent Polskiego Radia. 
Relacjonował m.in.: 
- Wybory prezydenckie w Stanach Zjednoczonych w 2004 roku[7]
- Wybory prezydenckie w Stanach Zjednoczonych w 2008 roku[8]
- Wybory prezydenckie w Stanach Zjednoczonych w 2012 roku[9]
- Wybory prezydenckie w Stanach Zjednoczonych w 2016 roku[10]
- wydarzenia po huraganie Katrina[11]
- wydarzenia po trzęsieniu ziemi na Haiti w 2010 roku[12].

Od połowy 2024 roku jest przewodniczącym White House Foreign Press Group.

## Nagrody i odznaczenia
- W 2011 roku został odznaczony przez Prezydenta RP Srebrnym Krzyżem Zasługi[14].
- W 2015 roku otrzymał najważniejszą nagrodę Polskiego Radia – Złoty Mikrofon[15][16].
- Zasiada w jury Nagrody im. Ryszarda Kapuścińskiego[17].
- Dwukrotny finalista konkursu imienia Jacka Stwory[18].

## Książki
Autor czterech książek: 
- Wałkuski, Marek (2012), Wałkowanie Ameryki,  Gliwice: Helion ISBN 978-83-246-3594-8
- Wałkuski, Marek (2014), Ameryka po kaWałku, Kraków: Znak ISBN 978-83-240-3184-9
- Wałkuski, Marek (2017), To jest napad! Czyli kawałek nieznanej historii Ameryki, Gliwice: Edito ISBN 978-83-283-3542-4
- Wałkuski, Marek (2024), Zakamarki Białego Domu, Gliwice: Edito ISBN 978-83-283-9064-5

## Życie prywatne
Żonaty z Edytą (z domu Michalską), ma syna Konrada i córkę Ninę.